# آیگیوس
آیگیوس یا اِژه (به یونانی: Aéγeús)، در اسطوره‌های یونان، پدر تسئوس و پادشاه آتن بود.
آیگیوس، پسر پاندیون دوم و برادر پالاس، نیسوس و لیکوس بود.
پس از مرگ پاندیون، اژه و برادرانش کنترل آتن را از متیون گرفتند. متیون پیشتر کنترل آتن را از چنگ پدر ایشان یعنی پاندیون درآورده بود. اژه و بردارانش قلمرو فرمانروایی را به چهار بخش کردند ولی اژه شاه شد. 
زن نخست اژه، متا نام داشت و زن دومش کالسیوپ (Chalciope).
پسرش، تسئوس داوطلب شد که به جنگ مینوتور برود. آیگیوس او را با کشتی بادبان سیاه به جنگ فرستاد و قول گرفت که اگر پسرش در جنگ پیروز شد بادبان‌ها را پایین بکشند. تسئوس پیروز شد اما فراموش کرد بادبان‌ها را پایین بکشد. آیگیوس کشتی را از دور دید و پنداشت پسرش کشته شده و خود را به دریا افکند و مرد. از این رو آن دریا را به نام او «آیگیوس» یا «اژه» می‌نامند.